# Budapesti Kereskedelmi és Iparkamara

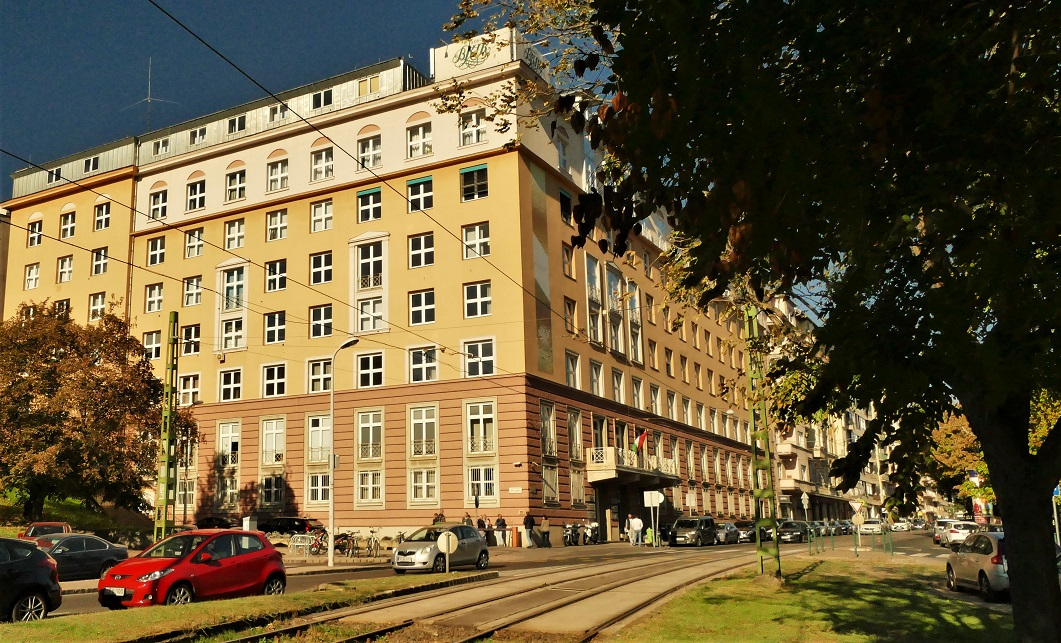
A Budapesti Kereskedelmi és Iparkamara központi épülete Budán, a Krisztina körúton

A Budapesti Kereskedelmi és Iparkamara (közismert rövidítése: BKIK) magyar gazdasági kamara. Célja és feladata, hogy előmozdítsa elsősorban a fővárosi gazdaság fejlődését és szerveződését, a piaci magatartás tisztességét, a gazdasági tevékenységet folytatók általános, együttes érdekeinek érvényesülését. A Budapesti Kereskedelmi és Iparkamara az Európai Unióban képviseli Magyarország és kiemelten benne Budapest gazdaságának érdekeit és lobbitevékenységet folytat.

## A Kamara története

### 1850-től a második világháborúig
Az első Pesti Kereskedelmi Kamara 1850-ben alakult meg a város bankárai, kereskedői és iparosai kezdeményezésére. 1868-ban önálló törvény született a magyar kamarák működéséről, így az 1873-ban egyesült Pest és Buda már törvényi alapon működő Budapesti Kereskedelmi és Iparkamarával (BKIK) rendelkezett, amely megszervezte a budapesti vásárokat, a mesterek szakmai képzését, oktatását és vizsgáztatását. A BKIK részt vett a Pesti Áru és Értéktőzsde megalakításában, illetve nevéhez fűződik az első magyar iparfejlesztési és támogatási törvény előkészítése is. 1905-ben közadakozásból felépült a BKIK székháza a Parlament közelében.
Az első világháborút követően a kamara szervezte a Budapesti Ipari Vásárt, amely később rangos nemzetközi vásárrá fejlődött. A két világháború között minden, a főváros gazdaságát érintő döntés a kamara hatáskörébe került. 1926-ban Budapest kamarája hozta létre az első hazai Gazdaságkutató Intézetet.

### Újjáalakulás a rendszerváltozást követően
A második világháborút követően egy időre megszüntették a kamarákat Magyarországon, javaikat pedig államosították. A rendszerváltás előtti években, a központi hatalom gyengülése idején az egyre gyorsabban átalakuló magyar gazdaságban a kamarák talaján indult el az új gazdasági érdekképviseletek működése.
A rendszerváltás után a BKIK elsőként alakult újjá a demokratikus Magyarországon, alig több mint félszáz vállalkozó szervezésében, eleinte egyesületi formában. 1994-ben a rendszerváltás utáni első kamarai törvény a kamarákat köztestületként határozta meg, a tagságot pedig kötelezővé tette. A következő négy év alatt a kamarák teljes infrastruktúrával és szervezettel újra felépültek. A BKIK széleskörű szolgáltatási rendszert épített ki, a főváros minden kerületében önálló szolgáltató irodát nyitott, a főváros vállalkozóinak euroatlanti integrációs felkészítését önálló Európai Információs és Szolgáltató Központtal segítette.
Az 1999-ben elfogadott új kamarai törvény 2000 novemberétől megszüntette a kötelező kamarai tagságot, és jelentősen csökkentette a kamarák közigazgatási feladatait. Az új törvény alapvetően a gazdaság fejlesztését, támogatását, az általános gazdasági érdekek előmozdítását, illetve a regionális fejlesztést jelölte meg a kamarák fő feladatául. 2000-ben sor került a teljes kamarai intézmény piaci alapokon történő újjászervezésére.
2011 decemberében módosításra került az 1999. évi kamarai törvény. A törvénymódosítás célja az volt, hogy az önkéntes tagságon alapuló kamarai rendszer továbbfejlesztése érdekében 2012-től megteremtse a gazdálkodó szervezetek (egyéni és társas vállalkozások) kötelező kamarai regisztrációját és minimális összegű fizetési kötelezettség előírásával a kamarai közfeladatok ellátásához való hozzájárulását. A kötelező regisztráció bevezetésével a kamarai tagság továbbra is önkéntes maradt.

## A BKIK elnökei
- Nagy Elek (2018. december 17.-) – Építési vállalkozó és befektető (Metal-Art, Főtaxi, BÁV, Vegyépszer). Csoltó Gábor lemondását követően 2018. december 17-től ügyvezető általános alelnökként, a 2019. február 13-ai küldöttgyűlésen lebonyolított szavazástól pedig elnökként vezeti a kamarát.[2][halott link]
- Csoltó Gábor (2018. június 1.-2018. december 17.) – A TransAgent Kft. tulajdonos-ügyvezetője, korábban a BKIK Ipari Tagozatának vezetője.
- Krisán László (2017-2018) – A KAVOSZ Zrt. vezérigazgatója, címzetes főiskolai docens, a Magyar Gazdaságért Díj és a Magyar Köztársasági Érdemrend Lovagkeresztje kitüntetettje.
- Dr. Kiss Zoltán (2016-2017) – Vállalkozó, a Meló-Diák Kft. volt tulajdonosa, az MKIK alelnöke.
- Szatmáry Kristóf (2008-2016) – Politológus, országgyűlési képviselő, kereskedelmi miniszteri biztos, a Fidesz-MPP volt frakcióvezető-helyettese.
- Petykó Zoltán (2004-2008) – Közgazdász, többek között a Ravill Rt. vezérigazgatója, a Bábolna Rt. igazgatója, a Hungexpo Rt. elnök-vezérigazgatója volt. 2010-2013 között a Nemzeti Fejlesztési Ügynökség elnöke, a MAVIR felügyelőbizottságának elnöke és a Széchenyi Tőkealap-kezelő Zrt. igazgatósági tagja
- Koji László (1997-2004) – Az Építési Vállalkozók Országos Szakszövetsége elnöke, az 1986-ban alakult Inconex Vas- és Fémipari Kft. igazgatója.
- Tóth Imre (1994-1997) – A BKIK tiszteletbeli elnöke, az MKIK Magyar-Orosz Tagozatának elnöke.
- Éber Antal (1930-1940) – A Magyar Agrár- és Járadékbank, majd a Magyar-Olasz Bank vezérigazgatója, országgyűlési képviselő, 1919-ben a szegedi nemzeti kormány pénzügyi biztosa. 22 éven át a Magyar Közgazdasági Társaság elnöke, gazdasági szakíró, szerkesztő.
- Belatiny Artúr (1920-1930) – Közgazdasági szakíró, pezsgőgyáros és bornagykereskedő, több bank és jelentős iparvállalat igazgatósági tagja, felsőházi tag.
- Szüry János (1920) – Jogász, 1919-ben kereskedelmi miniszter, Szüry Dénes író öccse
- Lánczy Leó (1893-1920) – A Pesti Magyar Kereskedelmi Bank elnöke, a magyar vasútépítések és a budapesti telefonhálózat kiépítésének finanszírozója, az első világháború alatt a hadigazdálkodás megszervezője.
- Wahrmann Mór (1891-1892) – Nagykereskedő, számos iparvállalat befektetője, a Ganz és Társa igazgatóságának elnöke, a magyar országgyűlés első izraelita vallású tagja.
- Báró Kochmeister Frigyes (1859-1891) – Gyógyáru-nagykereskedő és gyarmatáru-kereskedő, a Pesti Áru- és Értéktőzsde első elnöke, mely tisztséget 30 éven át töltötte be. A Kereskedelmi Akadémia, a Lloyd-társaság, a pesti gabonatársaság és a Magyar Általános Hitelbank társalapítója.
- Fuchs Rudolf (1857-1859) – Az első magyar dohány- és szivargyár alapítója és társtulajdonosa, terménykereskedő, az első magyar általános biztosító társaság egyik alapítója és igazgatója, a Magyar Általános Hitelbank alelnöke, a pesti hengermalom-részvénytársaság és az Alföld-Fiumei Vasút igazgatója.
- Valero Antal (1850-1853) – Spanyol származású selyemgyáros, a magyar reformkor egyik élenjáró szereplője. Forradalmi szerepvállalása miatt az ország elhagyására kényszerült.

## Jogszabályi háttér
A Budapesti Kereskedelmi és Iparkamara működését a gazdasági kamarákról szóló 1999. évi CXXI. törvény szabályozza. Ez a jogszabály szól a területi gazdasági kamarák megalakulásáról és működéséről, a tagság szabályairól, a pénzügyi forrásokról, a gazdasági szervezetek kamarai nyilvántartásáról, a kamarák szervezeti felépítéséről és törvényességi felügyeletéről. A törvény a területi gazdasági kamarákhoz a következő területeken rendel feladatokat:
- gazdaságfejlesztés,
- az üzleti forgalom biztonsága,
- a gazdaság általános érdekeinek érvényesítése.

A BKIK működéséről emellett Szervezeti és Működési Szabályzat, valamint Alapszabály gondoskodik.

## Tevékenységek
Érdekképviseleti tevékenysége keretében a Budapesti Kereskedelmi és Iparkamara a kormánnyal és az önkormányzatokkal való kapcsolattartás során elemzéseket készít, javaslatokat dolgoz ki, véleményez, tájékoztatást ad. A kötelező kamarai regisztráció nyomán létrejött adatbázisból részletes és naprakész információ nyerhető a gazdálkodó szervezetekről, mely megkönnyíti a gazdasági folyamatok elemzését, így irányt mutat a gazdasági fejlődés eléréséhez. A kamarai nyilvántartás elősegíti az üzleti forgalom biztonságát, mind a vállalkozások egymás közti, mind a fogyasztók és a vállalkozások közötti szerződéses kapcsolatokban is. A lokális gazdaság fejlődésének elősegítése és a helyi vállalkozások általános érdekeinek képviselete érdekében a kamara részt vesz a döntés-előkészítésben, illetve szerepet vállal a közszolgáltatások fejlesztésében és ellátásában.
A BKIK a vállalkozások nemzetközi megjelenését kereskedelemfejlesztési eszközökkel – kiállításokon, vásárokon való megjelenéssel, szakma-specifikus kiadványokkal, beszállítói programok és nemzetközi konferenciák szervezésével – segíti elő. A nemzetközi kapcsolatok erősítése érdekében a Budapesti Kereskedelmi és Iparkamara közvetítésével és elnökségével jött létre 2010 nyarán a Duna Menti Kereskedelmi Kamarák Szövetsége (Danube Chambers of Commerce Association, DCCA) is, amely közvetetten számos ország vállalkozásait tömörítve a határokon átnyúló, közös társadalmi-gazdasági érdekek elősegítésén keresztül kíván bekapcsolódni az európai Duna Stratégiába.

### Baross Kereskedelemfejlesztési Iroda[4]
A Baross Kereskedelemfejlesztési Iroda az alábbi szolgáltatásokat kínálja: kereskedelmi (kül-, belkereskedelem, vám, pénzügyi) tanácsadás, vállalkozásindítási tanácsadás, ágazati üzletember találkozók, szakmai konferenciák, szakmai tanfolyamok, továbbképzések, szakmai vásárlátogatás szervezése, jogszabályfigyelő szolgáltatás

### Budapesti Békéltető Testület[5]
A fogyasztóvédelemről szóló 1997. évi CLV. törvény értelmében a fogyasztói jogviták elbírálásában bírósági eljárás helyett a Budapesti Békéltető Testület is igénybe vehető. Az ügyek elbírálását a Testület független és pártatlan tagjai végzik, akik legkülönbözőbb területeken szerzett tapasztalataikkal és szakértelműkkel segítik a fogyasztókat és a vállalkozásokat jogvitájuk rendezésében. Az eljárás ingyenes, és átlagosan 40-60 napot vesz igénybe. Magyarországon a Budapesti Békéltető Testület kizárólagos hatáskörrel rendelkezik az határon átnyúló, online adásvételi vagy szolgáltatási szerződésekből fakadó fogyasztói jogviták elbírálására.

### Okmányhitelesítő Iroda[6]
Származási bizonyítvány, kereskedelmi számla, egyéb kereskedelmi okmány hitelesítése, ATA Carnet hitelesítés.

### Oktatás, szakképzés[7]
A BKIK Oktatási Osztálya a gazdasági élet igényei szerint szervez OKJ-s és felnőttképzéseket, tájékoztató előadásokat, továbbá ellátja a kamara törvényi felhatalmazáson alapuló szakképzési feladatait is:
- szakmai záróvizsgák bizottságaiba elnöki, illetve tagi delegálás
- szintvizsgáztatás lebonyolítása
- Szakma Kiváló Tanulója Verseny elődöntőjének lebonyolítása
- szakképzési tanácsadó hálózat működtetése
- tanulószerződések kötése, ellenőrzése, nyilvántartása
- gyakorlati képzőhelyek ellenőrzése

### Pályázatfigyelő[8]
A Budapesti Kereskedelmi és Iparkamara honlapján folyamatosan frissülő pályázatfigyelő található. Az országos Kamarai Pályázat- és Rendezvényfigyelő Rendszert a Magyar Kereskedelmi és Iparkamara üzemelteti.

### Széchenyi-kártya ügyintézés[10]
A Széchenyi Kártya a már működő mikro-, kis- és középvállalkozások részére kialakított kedvezményes kamatozású, állami támogatásban részesített hitelkonstrukció. Az önkéntes kamarai tagok részére az ügyintézés térítésmentes.

### Választottbíróság[11]
Ha a cégek közötti szerződés erről rendelkezik, jogvita esetén a bírósági utat kiválthatja a Magyar Kereskedelmi és Iparkamara mellett működő Állandó Választottbíróság eljárása is. Ez a megoldás általában olcsóbb, mint a bírósági út, ha pedig a felek kikötik, hogy gyorsított eljárásban is tárgyalható az ügy, akkor a kijelölt egyesbíró a benyújtott iratok alapján 3 hónapon belül meg is hozza az ítéletet.

### Mediáció[12]
A Polgári Perrendtartás értelmében a vállalkozásoknak egymás közötti jogviták esetében a keresetlevél benyújtása előtt meg kell kísérelniük a jogvita peren kívüli rendezését. Ebben segít a BKIK Mediációs és Jogi Koordinációs Osztálya. A mediációs folyamat, amely a felek által kölcsönösen elfogadható megállapodás elérésére irányul, legfeljebb 4 hónapot vehet igénybe.

### Kiállítások, vásárok
A BKIK folyamatosan szervez általános és speciális ágazati témákban konferenciákat, előadásokat, workshopokat és üzletember-találkozókat. Ezek a rendezvények a vállalkozások kereskedelmi kapcsolatainak kiépítését segítik elő.

### Építőipari Regisztrációs Iroda[13]
2010-től az Magyar Kereskedelmi és Iparkamara – a BKIK ügyfélszolgálatának közreműködésével – foglalkozik a budapesti építőipari kivitelezéssel foglalkozó vállalkozások számára kötelező regisztrációval. Ennek keretében a regisztráció során megadott adatokat folyamatosan ellenőrzik, beleértve a vállalkozások szakképzett munkaerejének és a megfelelő szerződéseinek meglétét, illetve hogy a kibocsátott számlákon szereplő tevékenységek megfelelnek-e a bejelentettnek.

### Információs és Tanácsadó Iroda[14]
A Budapesti Kereskedelmi és Iparkamara Információs és Tanácsadó Irodájának elsődleges feladata a kamarai törvényben meghatározott kötelező kamarai alapszolgáltatások ellátása. A törvény alapján a kamarai nyilvántartásba bejegyzett gazdálkodó szervezet részére kötelezően nyújtandó térítésmentes kamarai alapszolgáltatások közé tartozik a tanácsadás gazdasági, pénzügyi, adózási, hitelhez jutási kérdésekben. A BKIK emellett jogi tanácsadást és alapszintű innovációs tanácsadást is biztosít. A szolgáltatás rendezett kamarai regisztrációval bíró vállalkozások számára ingyenes.

## Szervezeti felépítés[15]

### Küldöttgyűlés
A Kamara legfőbb szerve a kamarai tagok közül a választási névjegyzékbe felvett gazdálkodó szervezetek által, tagozatonként, osztályokban választott, 110 fős Küldöttgyűlés.

### Elnökség
Az Elnökség testületi szerv, feladata a Küldöttgyűlések közötti időszakban, a Küldöttgyűlés határozatainak megfelelően a Kamara működésének irányítása. Az Elnökség az elnökből, két általános alelnökből, két tagozati alelnökből és 14 további tagból áll.

### Ellenőrző Bizottság
Az Ellenőrző Bizottság testületi szerv, tagjainak száma 7 fő. Az Ellenőrző Bizottság vizsgálja, hogy a Kamara tevékenysége, gazdálkodása megfelel-e a jogszabályoknak, az Alapszabálynak és más önkormányzati szabályzatoknak. Az Ellenőrző Bizottság vizsgálja a gazdálkodás célszerűségét is.

### Etikai Bizottság
Az Etikai Bizottság testületi szerv, tagjainak száma 18 fő. Az Etikai Bizottság eljárása kérelemre, vagy hivatalból indul; véleményezési jogosítványa a BKIK tevékenységével kapcsolatos valamennyi etikai kérdés kapcsán fennáll a jogszabályok által nem tiltott keretek között.

### Ügyintéző szervezet
Az ügyintéző szervezet a kamara operatív munkaszervezete, melyet a kamara főtitkára vezet.

### Tagozatok és osztályok
A Kamarán belül a kamarai választások legfőbb szervezeti tagozódásai a tagozatok, melyeken belül az egyes szakmák osztályokba szerveződnek.
- Kereskedelmi Tagozat
  - Kereskedelem, Kereskedelmi Szolgáltatások Osztály
  - Kiskereskedelem és Vendéglátás Osztály
  - Turizmus és Vendéglátás Osztály
  - Bank, Biztosítás és Vagyongazdálkodás Osztály
- Ipari Tagozat
  - Ipar, Ipari Kutatás, Tervezés, Ipari Szolgáltatás Osztály
  - Építőipar, Építőipari Kutatás, Tervezés, Építőipari Szolgáltatás Osztály
  - Közlekedés, Szállítás, Szállítmányozás Osztály
  - Hírközlés, Informatika Osztály
  - Közüzemek és Közszolgáltatások Osztály
- Kézműipari Tagozat
  - Fa- és Építő Kisipari Osztály
  - Épületgépészeti Osztály
  - Elektromos-ipari Osztály
  - Jármű és Fémipari Osztály
  - Személyi Szolgáltató Osztály
  - Egészségügyi Szolgáltató Osztály
  - Ruha-, Textil-, Bőripari és Művészi Kézműves Osztály
- Gazdasági Szolgáltatások Tagozat
  - Tanácsadás Osztály
  - Marketing és Kommunikációs Osztály
  - Fordító és Tolmács Osztály
  - Ingatlanforgalmazás, -hasznosítás, Ingatlan Vagyonkezelés Osztály
  - Oktatás és Szakképzés Osztály
  - Gazdasági Tevékenységet Segítő Szolgáltatások Osztály
  - Számviteli, Adótanácsadói, Könyvelői és Könyvvizsgálói Osztály
  - Mediációs és Jogi Koordinációs Osztály
  - Általános Pénzügyi Szolgáltatás Osztály
  - Humán Szolgáltatások Osztály

## Tagság
A Budapesti Kereskedelmi és Iparkamarának jelenleg több mint 3400 tagja van. A kamarai tagság önkéntes. A kamarai tag tagdíja a tárgyévet megelőző évi iparűzési adó alapját képező korrigált nettó árbevétel 0,6 ezreléke, de legalább 15.000 Ft, és legfeljebb 1.100.000 Ft. A kamarai tag küldöttnek, testületi szerv tagjának, a Kamara elnökének és alelnökének választható, a Kamarában tisztséget viselhet, emellett a kamara szolgáltatásait ingyenesen vagy kedvezményesen veheti igénybe.